# 2022年冬季残疾人奥林匹克运动会美国代表团
2022年冬季残疾人奥林匹克运动会美国代表团是美国派出的2022年冬季残疾人奥林匹克运动会代表团。获得6枚金牌、11枚银牌和3枚铜牌。